# Contea di Crawford (Pennsylvania)
La contea di Crawford (in inglese Crawford County) è una contea dello Stato della Pennsylvania, negli Stati Uniti. La popolazione al censimento del 2000 era di 90 366 abitanti. Il capoluogo di contea è Meadville.

## Geografia
La contea si trova nel nord-ovest dello Stato, al confine con l'Ohio. È costituita da una regione collinare situata sull’Altopiano di Allegheny. Il Pymatuning State Park confina con il Pymatuning Reservoir nell’angolo sud-occidentale della contea. Altri corsi e bacini d’acqua includono i torrenti Conneaut, Cussewago, French e Oil, e i laghi Conneaut e Tamarack.
Meadville, il più antico insediamento permanente della Pennsylvania nord-occidentale, fu fondato nel 1788; è il capoluogo della contea e sede dell’Allegheny College (1815).

### Contee confinanti
- Contea di Erie - nord
- Contea di Warren - est
- Contea di Venango - sud-est
- Contea di Mercer - sud
- Contea di Trumbull (Ohio) - sud-ovest
- Contea di Ashtabula (Ohio) - ovest

## Storia
La contea fu istituita nel 1800 e prese il nome da William Crawford, ufficiale durante la guerra d’indipendenza americana.

## Centri abitati[4]

### City
- Meadville (capoluogo)
- Titusville

### Borough
- Blooming Valley
- Cambridge Springs
- Centerville
- Cochranton
- Conneaut Lake
- Conneautville
- Hydetown
- Linesville
- Saegertown
- Spartansburg
- Springboro
- Townville
- Venango
- Woodcock

### Township
| - Athens - Beaver - Bloomfield - Cambridge - Conneaut - Cussewago - East Fairfield - East Fallowfield - East Mead | - Fairfield - Greenwood - Hayfield - North Shenango - Oil Creek - Pine - Randolph - Richmond - Rockdale | - Rome - Sadsbury - South Shenango - Sparta - Spring - Steuben - Summerhill - Summit - Troy | - Union - Venango - Vernon - Wayne - West Fallowfield - West Mead - West Shenango - Woodcock |